# Urtaqishloq
Urtaqishloq é uma cidade no oeste do Tajiquistão, da província de Sughd.